# Live Poker
Live Poker est une revue française de poker lancée au printemps 2006 par Georges Djen. La revue est d'abord trimestrielle, bimensuelle, puis devient mensuelle,. C'est le premier magazine francophone traitant sur le sujet[réf. nécessaire].